# Landesregierung Atli Dam IV

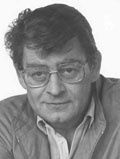
Atli Dam

Die vierte Landesregierung mit Atli Dam als Ministerpräsident an der Spitze war zugleich die zwölfte Regierung der Färöer seit Erlangung der inneren Selbstverwaltung (heimastýri) im Jahr 1948.

## Regierung
Die Regierung wurde am 10. Januar 1985 gebildet und bestand bis zum 5. April 1988. Sie setzte sich aus einer Viererkoalition von Javnaðarflokkurin, Tjóðveldisflokkurin, Sjálvstýrisflokkurin und Kristiligi Fólkaflokkurin (einer Quasi-Vorgängerpartei des Miðflokkurin) zusammen. Atli Dam vom Javnaðarflokkurin führte als Ministerpräsident die Regierung an. Darüber hinaus war er auch für Auswärtiges und Fischerei zuständig.
Jógvan Durhuus vom Tjóðveldisflokkurin war stellvertretender Ministerpräsident und Minister für Landwirtschaft, Bildung, Energie und Gesundheit. Vilhelm Johannesen vom Javnaðarflokkurin war Minister für Industrie und Justiz, Jóngerð Purkhús vom Tjóðveldisflokkurin Ministerin für Finanzen, Wirtschaft und Umwelt, Lasse Klein vom Sjálvstýrisflokkurin Minister für Kultur, Kommunikation, und Verkehr und schließlich Niels Pauli Danielsen vom Kristiligi Fólkaflokkurin Minister für Soziales und Kommunales.
Mit Jóngerð Jensina Purkhús als Ministerin für Finanzen, Wirtschaft und Umwelt wurde erstmals in der Landesregierung der Färöer ein Spitzenposten durch eine Frau besetzt.

## Mitglieder
Mitglieder der Landesregierung Atli Dam IV vom 10. Januar 1985 bis zum 5. April 1988:
| Aufgabenbereich                                                                | Minister              | Minister | Partei                        |
| ------------------------------------------------------------------------------ | --------------------- | -------- | ----------------------------- |
| Ministerpräsident (Løgmaður) Auswärtiges und Fischerei                         | Atli Dam              |          | C – Javnaðarflokkurin         |
| stellvertr. Ministerpräsident Landwirtschaft, Bildung, Energie und Gesundheit. | Jógvan Durhuus        |          | E – Tjóðveldisflokkurin       |
| Industrie und Justiz                                                           | Vilhelm Johannesen    |          | C – Javnaðarflokkurin         |
| Finanzen, Wirtschaft und Umwelt                                                | Jóngerð Purkhús       |          | E – Tjóðveldisflokkurin       |
| Kultur, Kommunikation, und Verkehr                                             | Lasse Klein           |          | D – Sjálvstýrisflokkurin      |
| Soziales und Kommunales                                                        | Niels Pauli Danielsen |          | F – Kristiligi Fólkaflokkurin |